# Finale de la Coupe d'Afrique des nations de football 2012
Navigation
Finale de la CAN
2010 Finale de la CAN
2013
La finale de la Coupe d'Afrique des nations de football 2012 a été un match de football qui a eu lieu le 12 février 2012 au Stade d'Angondjé à Libreville, au Gabon, pour déterminer le vainqueur de la Coupe d'Afrique des Nations 2012, le championnat de football de l'Afrique organisée par la CAF. La finale oppose la Zambie à la Côte d'Ivoire. Le lieu de ce match revêt une importance symbolique pour l'équipe zambienne puisqu'il est construit à une faible distance (environ quatorze kilomètres) du lieu du crash aérien qui a tué en 1993 la plupart des membres de  l'équipe nationale zambienne de l'époque.
Le coup d'envoi a été retardé de 30 minutes (reporté à 20h30) et la finale a vu la Zambie s'imposer 8-7 aux tirs au but après que le match se soit finit par un 0-0. Il s'agit du premier titre continental pour la Zambie.

## Contexte du match

### Côté zambien
C'était la troisième participation à la finale pour la Zambie, les « boulets de cuivre » (Chipolopolos en Chewa) ayant perdu celles de 1974 et 1994.
Après un début de compétition surprenant et une victoire 2-1 sur le Sénégal, ils font match nul contre la Libye puis remportent leur dernier match de poule face à l'équipe hôte de la Guinée équatoriale, finissant ainsi premiers de leur groupe (le groupe A). Ils s'imposent 3-0 en quart de finale contre le Soudan puis 1-0 face aux favoris Ghanéens en demi-finale. Durant ces cinq premiers matchs de la compétition, l'équipe est portée par le duo d'attaquants Christopher Katongo et Emmanuel Mayuka qui a marqué à lui seul six des neuf buts de l'équipe dans la compétition (trois chacun).
Au-delà de l'enjeu sportif ce match a été chargé d'émotions pour la Zambie en raison de l'emplacement du stade : le Stade d'Angondjé de Libreville est situé à proximité du lieu du crash aérien qui a tué en 1993 la plupart des membres de l'équipe nationale zambienne de l'époque,.

### Côté ivoirien
Pour la Côte d'Ivoire également il s'agissait d'une troisième finale de CAN, après celle gagnée en 1992 et celle perdue en 2006. "Les Eléphants" arrivent en favoris à la suite d'un parcours exemplaire : cinq victoires en cinq matchs, aucun but encaissé pour neuf marqués et des joueurs star comme Gervinho, Kolo Touré ou Didier Drogba. 
Ce parcours a commencé par des victoires en poule contre le Soudan, le Burkina Faso et l'Angola, cette dernière étant privée de quelques-uns des meilleurs joueurs. Le quart de finale a été gagné contre l'équipe co-hôte de Guinée équatoriale, puis la demi-finale contre le Mali (1-0). Comme les deux attaquants zambiens, Didier Drogba arrive en finale avec trois buts inscrits dans la compétition.

## Résumé du match
Aucun but n'a été marqué ni dans le temps règlementaire, ni durant les prolongations, et la finale s'est joué aux tirs au but. Les dix premiers tireurs ont marqué et il a fallu attendre le huitième tireur ivoirien (la côte d'Ivoire tire en premier) pour voir le premier tir raté : Kolo Touré a tiré plein centre, sur le gardien Kennedy Mweene. Rainford Kalaba le tireur zambien suivant a donc eu l'occasion d'offrir le titre à son équipe, mais a tiré au-dessus. Ce fut donc au tour du neuvième tireur ivoirien, Gervinho. Lui aussi a tiré au-dessus et a permis au défenseur central zambien Stoppila Sunzu de marquer le tir au but victorieux qui a clos la séance de tirs au but sur le score de 8-7, et surtout a offert son premier titre à la Zambie.
| Titulaires : |  |
| |  |
| Kennedy Mweene · Davies Nkausu · Stophira Sunzu · Hijani Himoonde · Joseph Musonda 12e · Chisamba Lungu · Isaac Chansa · Nathan Sinkala · Rainford Kalaba · Christopher Katongo · Emmanuel Mayuka · |  |
| Remplaçants : |  |
| Nyambe Mulenga 12e 69e 74e · Felix Katongo 74e · |  |
| Entraîneur : |  |
| Hervé Renard |  |

| Titulaires : |  |
| |  |
| Boubacar Barry Copa · Jean-Jacques Gosso · Kolo Touré · Sol Bamba 66e · Siaka Tiéné · Didier Zokora 75e · Yaya Touré 87e · Cheik Ismaël Tioté 63e · Gervinho · Salomon Kalou 63e · Didier Drogba · |  |
| Remplaçants : |  |
| Didier Ya Konan 75e · Wilfried Bony 87e · Max Gradel 63e · |  |
| Entraîneur : |  |
| François Zahoui |  |

| Titulaires : |  |
| |  |
| Kennedy Mweene · Davies Nkausu · Stophira Sunzu · Hijani Himoonde · Joseph Musonda 12e · Chisamba Lungu · Isaac Chansa · Nathan Sinkala · Rainford Kalaba · Christopher Katongo · Emmanuel Mayuka · |  |
| Remplaçants : |  |
| Nyambe Mulenga 12e 69e 74e · Felix Katongo 74e · |  |
| Entraîneur : |  |
| Hervé Renard |  |

| Titulaires : |  |
| |  |
| Boubacar Barry Copa · Jean-Jacques Gosso · Kolo Touré · Sol Bamba 66e · Siaka Tiéné · Didier Zokora 75e · Yaya Touré 87e · Cheik Ismaël Tioté 63e · Gervinho · Salomon Kalou 63e · Didier Drogba · |  |
| Remplaçants : |  |
| Didier Ya Konan 75e · Wilfried Bony 87e · Max Gradel 63e · |  |
| Entraîneur : |  |
| François Zahoui |  |

## Résultat
| Vainqueur CAN 2012 Zambie 1er titre |